# Dettinger
Dettinger is een Duits muziekproducent die zijn muziek uitbrengt via het in Keulen gevestigde Kompakt-label.
Dettinger bracht tot dusverre twee complete albums uit. Het album Intershop kwam uit in 1999 en in 2000 verscheen het album Oasis. 
Dettingers nummers verschenen op een reeks van compilaties, waaronder Kompakts Total en Pop Ambient-series en Mille Plateauxs Click + Cuts-serie.
Dettinger heeft remixen geproduceerd voor artietsen als  Pet Shop Boys, Closer Musik en Jürgen Paape. Dettinger werkte ook samen met Frank Rumpelt en M.G. Bondino.

## Discografie

### Albums
- Intershop (1999)
- Oasis (2000)

### Singles
- Blond (1998)
- Puma (1999)
- Totentanz (1999)

### Remixen
- Tocotronic - Jackpot
- Process - Estero Re Re Mix
- Jürgen Paape - So Weit Wie Noch Nie
- Closer Musik - One Two Three No Gravity
- Triola - Ral 7035
- Pet Shop Boys - Gomorrah